# Campeonato Ganês de Futebol
O Campeonato Ganês de Futebol, oficialmente conhecido como Glo Premier League, é a divisão principal do futebol nacional da Gana.

## História
A Ghana Premier League é a melhor divisão de futebol profissional do sistema de ligas de futebol em Gana. Formada oficialmente em 1956, após a realização do último Gold Coast Club Competition em 1953/1954, a liga é organizada pela Associação Ganesa de Futebol e foi classificada como a 11.ª melhor liga da África pelo IFFHS de 2001-2010, e a liga também ficou em 65.º lugar no ranking das Melhores Ligas do Mundo da IFFHS, na 1.ª Década do Século XXI (2001-2010). Em 4 de fevereiro de 2014. Foi dominado por Asante Kotoko e Hearts of Oak .

## Campeões
| ano           | Clube                      | #                  |           |
| ------------- | -------------------------- | ------------------ | --------- |
| 1956          | Hearts of Oak(Não Oficial) |                    |           |
| 1957          | no championship            |                    |           |
| 1958          | Hearts of Oak              | (1)                |           |
| 1959          | Asante Kotoko              | (1)                |           |
| Década 1960   |                            |                    |           |
| 1960          | Eleven Wise                | (1)                |           |
| 1961-62       | Hearts of Oak              | (2)                |           |
| 1962-63       | Real Republicans           | (1)                |           |
| 1963-64       | Asante Kotoko              | (2)                |           |
| 1964-65       | Asante Kotoko              | (3)                |           |
| 1966          | Ebusua Dwarfs              | (1)                |           |
| 1967          | Asante Kotoko              | Great Olympics     |           |
| 1968          | Asante Kotoko              | Hearts of Oak      |           |
| 1969          | Asante Kotoko              | Susu Biribi        |           |
| Década 1970   |                            |                    |           |
| 1970          | Great Olympics             | Hearts of Oak      |           |
| 1971          | Hearts of Oak              | Brong Ahafo United |           |
| 1972          | Asante Kotoko              | (7)                |           |
| 1973          | Hearts of Oak              | (4)                |           |
| 1974          | Great Olympics             | (2)                |           |
| 1975          | Asante Kotoko              | (8)                |           |
| 1976          | Hearts of Oak              | (5)                |           |
| 1977          | Sekondi Hasaacas           | (1)                |           |
| 1978          | Hearts of Oak              | (6)                |           |
| 1979          | Hearts of Oak              | (7)                |           |
| Década 1980   |                            |                    |           |
| 1980          | Asante Kotoko              | (9)                |           |
| 1981          | Asante Kotoko              | (10)               |           |
| 1982          | Asante Kotoko              | (11)               |           |
| 1983          | Asante Kotoko              | (12)               |           |
| 1984          | Hearts of Oak              | (8)                |           |
| 1985          | Hearts of Oak              | (9)                |           |
| 1986          | Asante Kotoko              | (13)               |           |
| 1987          | Asante Kotoko              | (14)               |           |
| 1988-89       | Asante Kotoko              | (15)               |           |
| Década 1990   |                            |                    |           |
| 1990          | Hearts of Oak              |                    |           |
| 1991          | Asante Kotoko              | Hearts of Oak      |           |
| 1992          | Asante Kotoko              | Hearts of Oak      |           |
| 1993          | Asante Kotoko              | Ashanti Gold       |           |
| 1994          | Ashanti Gold               | Asante Kotoko      |           |
| 1995          | Ashanti gold               | Real Tamale United |           |
| 1996          | Ashanti Gold               | Asante Kotoko      |           |
| 1997          | Hearts of Oak              | Real Tamale United |           |
| 1998          | Hearts of Oak              | Asante Kotoko      |           |
| 1999          | Hearts of Oak              | Ebusua Dwarfs      |           |
| Década 2000   |                            |                    |           |
| 2000          | Hearts of Oak              | Ashanti Gold       |           |
| 2001          | Hearts of Oak              | Asante Kotoko      |           |
| 2002          | Hearts of Oak              | Asante Kotoko      |           |
| 2003          | Asante Kotoko              | Hearts of Oak      |           |
| 2004          | Hearts of Oak              | Asante Kotoko      |           |
| 2005          | Asante Kotoko              | Hearts of Oak      |           |
| 2006          | não houve                  | não houve          | não houve |
| 2007          | Hearts of Oak              | Ashanti Gold       |           |
| 2008          | Asante Kotoko              | Hearts of Lions    |           |
| 2009          | Hearts of Oak              | Asante Kotoko      |           |
| Década 2010   |                            |                    |           |
| 2010 Detalhes | Aduana Stars               | Ashanti Gold       |           |
| 2011          | Berekum Chelsea            | Ashanti Gold       |           |
| 2012          | Asante Kotoko              | Ashanti Gold       |           |
| 2013          | Asante Kotoko              | Berekum Chelsea    |           |
| 2014          | Asante Kotoko              | Hearts of Lions    |           |
| 2015          | Ashanti Gold               | Aduana Stars       |           |
| 2016          | Wa All Stars               | Aduana Stars       | [ 1 ]     |
| 2017          | Aduana Stars               | West African       |           |
| 2018          | não houve                  | não houve          | não houve |
| 2019          | Asante Kotoko              | Karela United      |           |
| Década 2020   |                            |                    |           |
| 2020          | não houve                  | não houve          | não houve |
| 2021          | Hearts of Oak              | Asante Kotoko      |           |
| 2022          | Asante Kotoko              | Medeama            |           |
| 2023          | Medeama                    | Aduana Stars       |           |

## Desempenho por clube
| Clube              | Cidade / Região      | Títulos | último título |
| ------------------ | -------------------- | ------- | ------------- |
| Asante Kotoko      | Kumasi, Ashanti      | 26      | 2022          |
| Hearts of Oak      | Accra, Greater Accra | 20      | 2021          |
| Ashanti Gold       | Obuasi, Ashanti      | 4       | 2015          |
| Great Olympics     | Accra, Greater Accra | 2       | 1974          |
| Aduana Stars       | Dormaa, Brong-Ahafo  | 2       | 2017          |
| Eleven Wise        | Sekondi, Western     | 1       | 1960          |
| Real Republicans   | Accra, Greater Accra | 1       | 1963          |
| Mysterious Dwarves | Cape Coast, Central  | 1       | 1966          |
| Sekondi Hasaacas   | Sekondi, Western     | 1       | 1977          |
| Berekum Chelsea    | Berekum, Brong-Ahafo | 1       | 2011          |
| Wa All Stars       | Wa, Upper West       | 1       | 2016          |
| Medeama            | Tarkwa, Western      | 1       | 2023          |

## Participações na CAF

### Liga dos Campeões da CAF
| clubes             | N  | ano |
| ------------------ | -- | --- |
| Asante Kotoko      | 26 | 1966, (1967), 1969, 1970, (1971), (1973) 1976, 1981, (1982), 1983 1984 , 1987, 1988, 1990, 1992, (1993), 2004, 2005, 2006, 2007, 2009, 2010, 2013, 2014, 2015, 2019-20. |
| Hearts of Oak      | 18 | 1972, 1974, (1977), (1979), 1980, 1985, 1986, 1991, 1998, 1999, 2000 2001, 2002, 2003, 2004, 2005, 2006, 2008                                                           |
| Ashanti Gold       | 6  | 1995, 1996, (1997), 2007, 2008, 2016. |
| Great Olympics     | 2  | 1971, 1975 |
| Berekum chelsea    | 2  | 2012, 2014. |
| Aduana Stars       | 2  | 2011, 2018. |
| Real Republicans   | 1  | 1964 |
| Heart of Lions     | 1  | 2009 |
| Wa All Stars       | 1  | 2017 |
| Mysterious Dwarves | 1  | 1968 |

Sem participantes
1978, 1989, 1994, 2018-19.

### Copa das Confederações da CAF
| clubes                | N  | ano              |
| --------------------- | -- | ---------------- |
| Liberty Professionals | 01 | 2004             |
| King Faisal Babies    | 03 | 2004, 2005, 2006 |
| Asante Kotoko         | 02 | 2004, 2008       |
| Hearts of Oak         | 02 | 2004, 2015       |
| Berekum Arsenal       | 01 | 2006             |
| Ashanti Gold          | 01 | 2011             |
| New Edubiase United   | 01 | 2013             |
| Medeama               | 02 | 2014, 2016       |
| Cape Coast Dwarfs     | 01 | 2014             |

### Copa da CAF
| clubes             | N  | ano        |
| ------------------ | -- | ---------- |
| Real Tamale United | 02 | 1992, 1998 |
| Ashanti Gold       | 02 | 2001, 2002 |
| Asante Kotoko      | 02 | 1995, 1997 |
| Hearts of Oak      | 01 | 1993       |
| Great Olympics     | 01 | 1999       |
| Cape Coast Dwarfs  | 01 | 2000       |

Sem participantes
1994, 1996, 2003.